# 卡洛斯·佩雷斯
卡洛斯·佩雷斯（西班牙語：Carlos Pérez，1979年4月12日—），西班牙男子皮划艇运动员。他曾代表西班牙参加2004年和2008年夏季奥林匹克运动会皮划艇比赛，其中2008年奥运会获得一枚金牌。